# Jugoslaviens opløsning
Jugoslaviens opløsning var en række konflikter og politiske omvæltninger som fra juni 1991 og fremad resulterede i opløsningen af Jugoslavien (Socialistiske federativa republikken Jugoslavien eller SFR Jugoslavien).
SFR Jugoslavien var en multinational og multikulturel føderation som strakte sig fra Centraleuropa til Balkan – en region med en historie af etniske konflikter. Landet bestod af seks regionale republikker og to autonome provinser som var delt efter omtrentlige etniske linjer og som i 1990'erne deltes op i flere selvstændige lande. Disse otte føderale enheder var de seks republikker: Slovenien, Kroatien, Bosnien og Hercegovina, Makedonien, Montenegro,   og to autonome provinser i Serbien: Kosovo og Vojvodina.
Med Bosniens demografiske struktur med en befolkning på næsten 50% serbere og kroater, og med ideer om uafhængighed hvilende på etnicitet, snarere end på en samlet nation, blev kontrol af territoriet efterhånden åbent for fortolkning. En tvist mellem Bosnien, Kroatien og Serbien om landområdets retmæssige ejere førte til krigene i Jugoslavien.
Serbien og Montenegro forblev fra april 1992 som delstater i Forbundrepublikken Jugoslavien, som opløstes i februar 2003. I stedet dannedes staten Serbien og Montenegro, som opløstes da Montenegro blev en selvstændig stat i juni 2006, efter at flertallet af montenegrinerne ved folkeafstemningen om Montenegros uafhængighed 2006 havde sagt ja til uafhængighed.